# Åsjöarna
Åsjöarna är en sjö i Timrå kommun i Medelpad och ingår i Gådeån-Indalsälvens kustområde. Sjön har en area på 0,35 kvadratkilometer och ligger 181,7 meter över havet. Sjön avvattnas av vattendraget Sörån.

## Delavrinningsområde
Åsjöarna ingår i det delavrinningsområde (694502-158766) som SMHI kallar för Utloppet av Åsjöarna. Medelhöjden är 227 meter över havet och ytan är 9,79 kvadratkilometer. Det finns inga avrinningsområden uppströms utan avrinningsområdet är högsta punkten. Avrinningsområdets utflöde Sörån mynnar i havet. Avrinningsområdet består mestadels av skog (89 procent). Avrinningsområdet har 0,48 kvadratkilometer vattenytor vilket ger det en sjöprocent på 4,9 procent.